# پیجدیل میزوری
پیجدیل میزوری (به انگلیسی: Pagedale) یک شهر در ایالات متحده آمریکا است که در شهرستان سنت لوئیس، میزوری واقع شده‌است. پیجدیل میزوری ۳٫۰۸ کیلومتر مربع مساحت و ۳٬۳۱۰ نفر جمعیت دارد و ۱۷۴ متر بالاتر از سطح دریا قرار دارد.